# Rowena Bali
Rowena Bali (Cuautla, Morelos, 20 de abril de 1977) é uma escritora, poeta, roteirista e locutora mexicana. 
Bali cresceu em uma comunidade cooperativa de inspiração soviética, na Universidad Autónoma Chapingo. Estudou artes dramáticas no Instituto Nacional de Bellas Artes e Literatura na Cidade do México e Língua e Literatura Hispânica na Universidade Nacional Autônoma do México e na Universidade de Guanajuato.
Suas influências diretas são autores como Marie Darrieussecq, Dylan Thomas y Boris Vian.

## Obras

### Narrativas
- El agente Morboso[4]
- El Ejército de Sodoma[5]
- La bala enamorada,
- Hablando de Gerzon,
- Amazon party,
- Tina o el misterio.

### Contos
- De vanidades y divinidades

### Poesia
- Voto de indecisión